# 大果榉
大果榉（学名：Zelkova sinica）为榆科榉属的植物，为中国的特有植物。分布在中国大陆的河南、河北、甘肃、四川、陕西、山西、湖北等地，生长于海拔800米至2,500米的地区，多生于溪旁、山谷以及较湿润的山坡疏林中，目前尚未由人工引种栽培。
其种加词sinica，意为“中华的”。

## 别名
小叶榉树（中国树木分类学） 圆齿鸡油树（经济植物手册） 抱树（山西） 赤肚榆（河南蒿县）